# Mathilde Blind
Mathilde Blind, née Mathilda Cohen, le 21 mars 1841 à Mannheim et morte le 26 novembre 1896 à Londres, est une poétesse, romancière, biographe, essayiste et critique anglaise d'origine allemande. Au début des années 1870, elle apparaît comme une femme pionnière de l'esthétique dans une communauté d'artistes et d'écrivains essentiellement masculine. À la fin des années 1880, elle s'impose parmi les écrivains de la New Woman tels que Vernon Lee (Violet Paget), Amy Levy, Mona Caird, Olive Schreiner, Rosamund Marriott Watson et Katharine Tynan.
Algernon Charles Swinburne, William Michael Rossetti, Amy Levy, Edith Nesbit, Arthur Symons et Arnold Bennett font son éloge. Son poème The Ascent of Man, qui a fait couler beaucoup d'encre, présente une réponse nettement féministe à la théorie darwinienne de l'évolution.

## Biographie
Mathilda Cohen naît à Mannheim, en Allemagne, elle est la fille aînée de Jacob Abraham Cohen, banquier de profession, et de sa seconde épouse, Friederike Ettlinger. Elle a un frère, Ferdinand, deux demi-frères, Meyer Jacob "Max" Cohen, issu du premier mariage de son père, et Rudolf, issu du mariage de Friederike et Karl Blind, et une demi-sœur, Ottilie, également issue du mariage de Friederike et Karl Blind. Jacob Abraham Cohen meurt en 1848, l'année même où sa mère se remarie avec Karl Blind, qui participe à l'insurrection badoise de 1848. Ils immigrent à Londres en 1852, et c'est à cette période qu'elle prend le nom de son beau-père.
À Londres, Mathilde Blind fréquente le Ladies' Institute, situé à St John's Wood, où elle est l'amie de la future romancière Rosa Nouchette Carey (en). Une majeure des informations sur cette période de sa vie est contenue dans un manuscrit dactylographié de 55 pages conservé à la British Library. Il s'agit de l'histoire fragmentaire d'une jeune fille précoce et rebelle qui est renvoyée du Ladies' Institute en raison de sa libre pensée et qui se rend ensuite en Suisse pour un long séjour chez des parents maternels à Zurich, avant d'entreprendre une randonnée pédestre seule à travers les Alpes - ce qui était très inhabituel à l'époque pour une femme célibataire. Dans le tapuscrit, la protagoniste s'appelle Alma, mais ses expériences sont étroitement liées à celles de Mathilde Blind elle-même, et certains des noms figurant dans la partie du récit consacrée à Zürich sont ceux de personnes qu'elle a réellement connues au cours de son adolescence.
Pendant son séjour en Suisse, elle ne peut assister, en tant que femme, aux cours de l'université de Zurich, mais elle passe beaucoup de temps en compagnie des amis révolutionnaires de sa mère et de son beau-père. Elle prend également des cours particuliers avec le célèbre philosophe et spécialiste du sanscrit Kuno Fischer. En 1854, Fischer a commencé à travailler sur son History of Modern Philosophy: Descartes and His School, achevée en 1865, qui a notamment eu une influence directe sur Friedrich Nietzsche. Dans la présentation par Fischer de Baruch Spinoza et de ses idées, Nietzsche a reconnu un esprit philosophique commun. Les deux philosophes partagent une philosophie radicale de l'immanence et de la négation de toute transcendance, une perspective philosophique également partagée par Ludwig Feuerbach et par David Strauss, dont l'ouvrage The Old Faith and the New : A Confession est traduit, par Mathilde Blind, 23 ans après avoir étudié avec Fischer. Ces quatre penseurs, tout comme elle, rejettent la téléologie, c'est-à-dire l'idée qu'il existe une finalité ou un but ultime aux choses. Pour eux, le monde immanent, dépourvu de finalité inhérente, constitue l'horizon de l'être et la seule source possible de valeur. Ce point de vue philosophique imprègne tous ses écrits et incite l'éditeur de The Prophecy of St. Oran and Other Poems, Newman & Co, à retirer le livre de la circulation. Comme l'écrit William Michael Rossetti à Ford Madox Brown, Newman & Co. « avait été effrayé par quelqu'un à propos du caractère athée du livre, et avait décidé de ne plus le vendre ».
En 1866, Ferdinand, son frère, échoue dans une tentative d'assassinat d'Otto von Bismarck, alors chancelier de la Confédération de l'Allemagne du Nord, et se suicide en prison , un acte motivé en partie par son beau-père Karl Blind et d'autres exilés révolutionnaires vivant à Londres, indignés par la façon dont Bismarck traite les États allemands comme des pions dans sa stratégie de construction d'un empire. Bien des années plus tard, elle partage avec son ami Moncure Daniel Conway le contenu d'une lettre qu'elle avait reçue de son frère au printemps 1866. Ferdinand et elle sont séparés depuis 1864, date à laquelle il a quitté Londres à l'âge de 18 ans pour aller étudier en Allemagne. Pendant ses années d'université, il participe également à l'opposition de gauche à Bismarck et, après avoir obtenu son diplôme en mars 1866, lors d'une randonnée en Bavière et en Bohême, il lui écrit pour décrire la profondeur de son opposition à Bismarck : « Alors que je me promenais dans les champs fleuris de l'Allemagne, qui allaient bientôt être écrasés sous le talon de fer de la guerre, et que je voyais passer le nombre de jeunes qui allaient perdre leur vie pour les objectifs égoïstes de quelques-uns, l'idée m'est venue spontanément de punir la cause de tant de mal, même si c'était au prix de ma vie ».
Son premier volume de poésie, publié sous le pseudonyme de Claude Lake, en 1867, à la suite de la mort de Ferdinand, Poems, est dédié à son premier mentor, le révolutionnaire italien Giuseppe Mazzini, mais les poèmes eux-mêmes évoquent également la mémoire de Ferdinand. Comme le fait remarquer James Diedrick, le livre « acquiert une importance à la fois biographique et littéraire lorsqu'il est considéré comme un volume à "double voix" qui célèbre simultanément le républicanisme victorieux de Mazzini et honore indirectement Ferdinand, son double fantomatique, dont l'idéalisme gâché et le sacrifice hantent les marges de ses pages ».
Ses premières affiliations politiques sont marquées par les réfugiés étrangers qui fréquentent la maison de son beau-père, notamment Giuseppe Mazzini, pour lequel elle nourrit une admiration passionnée et dont elle publiera des souvenirs dans la Fortnightly Review en 1891. Parmi les autres révolutionnaires qui fréquentent la maison de sa mère et de son beau-père à St. John's Wood, on trouve Karl Marx et Louis Blanc.
Son engagement précoce en faveur du droit de vote des femmes est influencé par l'amie de sa mère, Caroline Ashurst Stansfeld (en), active dans le mouvement féministe britannique depuis ses origines dans les années 1840. Ces affiliations radicales se manifestent dans sa poésie politiquement chargée et dans son engagement inflexible en faveur des réformes. Comme le fait remarquer Richard Garnett, dans la société de réfugiés politiques et de radicaux dans laquelle elle est élevée, « l'admiration doit nécessairement être réservée à l'audace dans l'entreprise, à la force d'âme dans l'adversité... à tout ce qui respire la défiance invincible envers les pouvoirs en place ».

## Carrière
Au début des années 1870, après avoir abandonné le pseudonyme masculin qu'elle avait utilisé pour son premier volume de poésie, Mathilde Blind s'impose comme une force avec laquelle il faut compter dans la société bohème littéraire londonienne. Début janvier 1870, elle donne une conférence sur Percy Bysshe Shelley à la Church of Progress de Londres, soulignant le radicalisme politique du poète. En juillet de la même année, elle publie dans The Westminster Review un essai critique sur l'édition de William Michael Rossetti des œuvres poétiques de Percy Bysshe Shelley, qui lui vaut les éloges d'Algernon Swinburne et lui permet d'entrer dans un groupe de Shelleyites autrefois exclusivement masculin, qui comprend Swinburne, Rossetti et Richard Garnett, un homme qui restera son ami et son conseiller littéraire tout au long de sa vie. Les publications très variées qu'elle fait dans cette revue sont celles d'une esthète féministe audacieuse : elle écrit des poèmes sexuellement subversifs sur des amants envoûtés, un essai érudit sur la poésie islandaise et une nouvelle explorant les effets corrosifs des divisions entre les classes sur les relations humaines.
À l'automne 1872, alors que son association avec Dark Blue prend fin, elle commence à rédiger des critiques de poésie et de fiction contemporaines pour l'Athenaeum, où, au cours des quinze années suivantes, elle porte un jugement sur un large éventail d'écrivains contemporains, de William Morris à Margaret Oliphant. À la fin de l'année 1871, elle publie Selections from the Poems of Percy Bysshe Shelley pour la Tauchnitz Collection of British Authors, qui contient un mémoire introductif sur la vie de Shelley. L'année suivante, elle publie sa traduction de The Old Faith and the New : A Confession de David Strauss, qui établit sa réputation de libre-penseur audacieux, dans la lignée de George Eliot, qui avait traduit The Life of Jesus en 1853. L'éventail générique de ces premières œuvres (poésie, fiction, critique, biographie, traduction), ainsi que leur sujet et leurs thèmes (autonomie et action de la femme, antithéisme, esthétisme, relation entre radicalisme littéraire et politique), indiquent les principes et les thèmes esthétiques qui caractériseront le reste de sa carrière, tout en soulignant la nature cosmopolite de sa sensibilité et de sa vision des choses.
En dépit de ses divers intérêts littéraires, elle reste dévouée à la poésie, comme en témoigne une lettre de 1869 adressée à Richard Garnett : « Ma seule vraie vie intense a été pendant longtemps l'écriture, et quand je ne peux pas nager et flotter dans les eaux enchantées de la poésie, je suis comme un poisson hors de l'eau ». Ses visites en Écosse dans les années 1870 et 1880 lui inspirent deux poèmes d'une ampleur et d'une ambition considérables : le poème narratif The Prophecy of St. Oran, publié en 1881, mais écrit quelques années plus tôt, et The Heather on Fire, publié en 1886, une dénonciation des défrichements dans les Highlands. Tous deux sont empreints d'une éloquence et d'une énergie passionnées, et The Prophecy, en particulier, possède une bonne part de cette qualité que Matthew Arnold appelle la « magie celtique ».
Alors que sa réputation de poète commence à s'accroître dans les années 1880, elle entreprend un certain nombre d'autres projets littéraires ambitieux, notamment deux biographies très appréciées pour la série Eminent Women Series éditée par John Henry Ingram. La première de ces biographies est également la première biographie de la romancière George Eliot, publiée en 1883, nouvelle édition en 1888) et la seconde est une vie de Madame Roland, publiée en 1886, l'un des chefs de file de la faction des Girondins pendant la Révolution française. Pendant la rédaction de ce dernier ouvrage, elle vit principalement à Manchester, à proximité du peintre Ford Madox Brown et de sa femme. Ford Madox Brown fait également son portrait à cette époque. Tous les deux entretiennent une relation intime du milieu des années 1870 jusqu'à la mort de Brown en 1893, bien que cette relation provoque des troubles considérables au sein de sa famille.
Son seul roman, Tarentella, une romance en prose, est une œuvre remarquable à bien des égards, mais n'a connu ni succès commercial ni succès populaire. Richard Garnett écrit que « le destin de ce livre remarquable est l'une des injustices de la littérature ». Il note que « l'histoire est passionnante, les personnages intéressants, les dialogues faciles et naturels » et qu'il « est le réceptacle d'une grande partie des pensées les plus sérieuses et des sentiments personnels les plus intenses de l'auteur », il attribue l'incapacité du roman à attirer un large public à la préférence pour le réalisme et « l'analyse minutieuse des caractères » au milieu des années 1880. La Tarentelle, en revanche, « est très romantique, très idéaliste, très éloquente et ne se préoccupe pas le moins du monde des détails ». Il conclut que « maintenant que le goût pour la romance s'est ravivé », son roman « devrait avoir une nouvelle chance de prendre la place qui lui revient ». Bien que le roman ait été traduit en français en 1893 et réimprimé en un seul volume la même année par T. Fisher Unwin, sa coexistence avec des fictions philosophiques similaires, dont A Phantom Lover, en 1890, de Vernon Lee, Dreams, en 1890, d'Olive Schreiner et Le Portrait de Dorian Gray, en 1891, d'Oscar Wilde, n'a pas permis d'améliorer sa popularité.
En 1889, elle publie The Ascent of Man, dont le poème titre est une réponse ambitieuse à la théorie de l'évolution de Charles Darwin. Dans le numéro du 20 juillet de l'Athenaeum, le critique rapporte, enthousiaste, que « nous avons connu son livre lu dans le métro, et le lecteur tellement absorbé... qu'il a été transporté sans s'en rendre compte plusieurs stations après sa destination ». L'importance de ce poème est renforcée plus tard par une édition de 1899 avec une introduction du biologiste évolutionniste Alfred Russel Wallace.
En 1890, Mathilde Blind a fait l'objet d'un profil dans le magazine Woman. Dans la section Notes on Notables du numéro du 3 juillet, l'article A Chat With Mathilde Blind commence par affirmer que « toute personne familiarisée avec la pensée et la littérature du jour connaît le nom de Mathilde Blind ». L'auteur anonyme fait ensuite l'éloge de « l'admirable Vie de Madame Roland... certainement l'image la plus graphique et la plus précise de la grande héroïne révolutionnaire jamais écrite en Angleterre, ou d'ailleurs en France », et de Tarentelle, une  « histoire pittoresque et bizarre, pleine d'imagination et de suggestions de pensée ». Cependant, « c'est en tant que poétesse que Miss Blind a remporté ses plus grands triomphes », poursuit l'auteur, notant que les vers de The Prophecy of St. Oran and Other Poems « ont immédiatement marqué les esprits, beaucoup d'entre eux devenant rapidement populaires », et ajoutant que « The Heather on Fire, The Sower, The Dead, et The Street Children's Dance sont encore aujourd'hui constamment réimprimés partout où la langue anglaise est lue et parlée à travers le monde ». Après avoir rappelé qu'il considère The Ascent of Man comme sa grande œuvre, l'écrivain anonyme décrit la sensation provoquée par la traduction par Mathilde Blind du The Journal of Marie Bashkirtseff (1890), « cette étrange mise à nu de l'âme d'une femme, que l'on peut comparer, dans son intensité nue, aux confessions de Jean Jacques Rousseau et au Journal des Goncourt ».
Mathilde Blind voyage beaucoup en Italie et en Égypte au début des années 1890, en partie attirée par l'amour de la nature et de l'antiquité et en partie à cause de sa santé défaillante. L'influence de ces voyages est manifeste dans Dramas in Miniature (1891), Songs and Sonnets (1893) et surtout Birds of Passage (1895). La critique sous pseudonyme d'Arnold Bennett de Birds of Passage dans le numéro du 22 mai 1895 de Woman, alors qu'il était rédacteur en chef adjoint du magazine, indique la qualité de la poésie qu'elle écrit quelques années seulement avant sa mort. « Miss Blind chante sur de nombreux modes - elle est probablement plus variée que n'importe quelle autre femme poète de la littérature anglaise ».
Mathilde Blind meurt à Londres le 26 novembre 1896, léguant au Newnham College de Cambridge la plus grande partie de ses biens, qui lui avaient été légués par son demi-frère Meyer Jacob "Max" Cohen. Elle est incinérée à Woking, et ses cendres sont ensuite déposées dans un monument érigé par un ami et mécène, Ludwig Mond, et dessiné par Édouard Lanteri au cimetière de St Pancras.

## Œuvre
- Poems, sous le pseudonyme de Claude Lake (1867)
- "Shelley", a review of The Poetical Works of Percy Bysshe Shelley, avec des notes et un mémoire de William Michael Rossetti, Westminster Review (juillet 1870)
- The Old Faith and the New: A Confession par David Strauss, une traduction de l'allemand (1873, troisième édition révisée avec essai biographique sur Strauss, 1874)
- Mary Wollstonecraft, essai biographique, New Quarterly Magazine (juillet 1878)
- The Prophecy of St. Oran and Other Poems (1881)
- George Eliot, la première biographie de la romancière (1883)
- Tarantella: A Romance (1885), paru en français en 1894 chez Hachette (traduction : Robert de Cerisy)
- The Heather on Fire: A Tale of the Highland Clearances (1886)
- Madame Roland, biographie (1886)
- Shelley's View of Nature Contrasted With Darwin's, (1886)
- Marie Bashkirtseff, The Russian Painter, un essai biographique en deux parties dans Woman's World (1888)
- The Ascent of Man (1889)
- The Journal of Marie Bashkirtseff, une traduction du français du journal de la peintre d'origine russe (1890)
- Dramas in Miniature (1891)
- Songs and Sonnets (1893)
- Birds of Passage: Songs of the Orient and Occident (1895)
- A Selection from the Poems of Mathilde Blind, édité par Arthur Symons (1897)
- The Ascent of Man, ouvelle édition avec une nouvelle note d'introduction d'Alfred Russel Wallace (1899)
- The Poetical Works of Mathilde Blind, édité par Arthur Symons, avec un mémoire de Richard Garnett (1900)

## Analyse
Mathilde Blind a attiré l'attention des spécialistes de la littérature féminine. Comme l'indique un site web, « son sens aigu de l'injustice politique et sociale traverse son œuvre comme un fil conducteur. Sa poésie allie une grande beauté des sons et des images à une narration vigoureuse, une description des personnages, une expressivité émotionnelle et un engagement envers les idées intellectuelles ». Le site mentionne George Eliot, George Sand et Elizabeth Barrett Browning comme ses influences
Isobel Armstrong, réévaluant les œuvres plus longues, notamment The Heather on Fire et The Ascent of Man, y voit « une tradition sexuée dans la poésie féminine du dix-neuvième siècle ». Elle note que Blind, en reconfigurant « un nouveau mythe de la créativité et du genre », montre le meilleur de ce que cette tradition pouvait réaliser en matière d'analyse sociale et politique.